# Selección artificial
La selección artificial, también llamada cría selectiva,  es un método mediante el cual el ser humano interviene en la reproducción de animales y de plantas, para desarrollar rasgos elegidos, por razones de productividad, resistencia, docilidad, estética, y otros. 
Ha sido la forma tradicional de obtener organismos mejorados, tanto de forma empírica como experimental. En la actualidad, además de estas técnicas basadas en la reproducción sexual, se usan también técnicas de ingeniería genética, como la creación de transgénicos y otros organismos genéticamente modificados.
Se basa en la elección de los progenitores y la selección de su descendencia. Se utilizan técnicas como la endogamia y el cruzamiento. Estas técnicas aprovechan las características heredables de los organismos, aumentando la frecuencia con la que aparecen ciertas variaciones genéticas en las siguientes generaciones, lo cual produce una evolución dirigida, en la que, a diferencia de la selección natural, son las preferencias humanas las que determinan la supervivencia y el mantenimiento o la eliminación de ciertas características. Estas actuaciones, mantenidas a lo largo de varias generaciones, logran la obtención de nuevas razas o variedades con fines agrícolas, ganaderos, o de compañía.
Los animales obtenidos por estos procesos se conocen como razas, mientras que si se trata de vegetales, el producto se llama variedad o cultivar.  Si los progenitores son elegidos entre dos razas o variedades puras diferentes, la descendencia se denomina híbrido.
La cría selectiva también puede tener un origen asexual, a partir de individuos con mutaciones espontáneas o inducidas, o por el resultado del proceso de cultivo humano. Por ejemplo, en algunos granos alimenticios, un aumento en el tamaño de la semilla puede haber sido el resultado de prácticas de cultivo y no por la selección intencional de semillas más grandes.

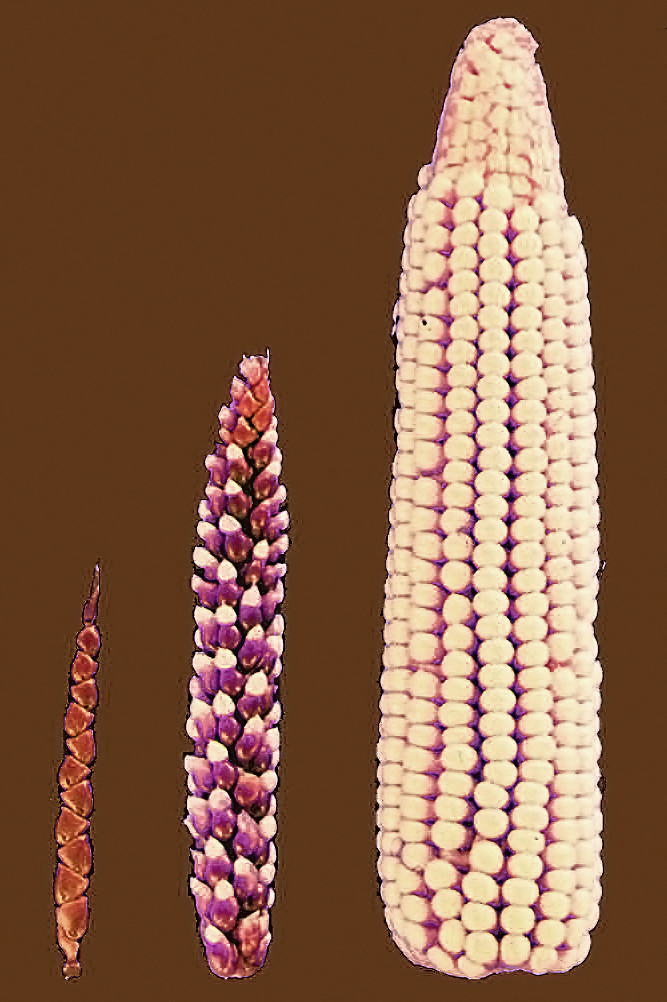
Evolución del teocintle al maíz moderno.

Mediante este tipo de selección surgieron -por ejemplo- todas las variedades de perros modernos, como el xoloitzcuintle, que están orientados a tareas específicas como la vigilancia y la compañía, así como a satisfacer preferencias estéticas, por la expresión facial y la apariencia del pelo, entre otros.
Las características de los productos agrícolas también están determinados en gran medida por efectos de la selección artificial, proceso mediante el cual se han logrado variedades vegetales que se pueden aprovechar fácilmente para usos alimenticios del ser humano, como es el caso del maíz y el plátano, cuyos frutos tienen un rendimiento comestible para el hombre mayor que las variedades silvestres de las que proceden; también en las plantas ornamentales se han llegado a desarrollar variedades de impresionante belleza gracias a la selección artificial de las características deseadas.

## Historia
La cría selectiva de plantas y animales se practica desde principios de la prehistoria; especies clave como el trigo, el arroz y el perro se han diferenciado significativamente de sus antepasados salvajes durante milenios, y el maíz, que requería cambios especialmente grandes respecto al teosinte, su forma salvaje, se crio selectivamente en Mesoamérica. La cría selectiva fue practicada por los romanos. En tratados de hasta 2.000 años de antigüedad se dan consejos sobre la selección de animales para distintos fines, y en estas obras antiguas se citan autoridades aún más antiguas, como Mago el cartaginés. La noción de cría selectiva fue expresada posteriormente por el polímata musulmán persa Al-Biruni en el siglo XI. En su libro titulado India, que incluye varios ejemplos, recoge esta idea.
El agricultor selecciona su maíz, dejando crecer tanto como necesita y arrancando el resto. El silvicultor deja las ramas que considera excelentes y corta todas las demás. Las abejas matan a las de su especie que sólo comen, pero no trabajan en su colmena.
    - Abu Rayhan Biruni, India
La cría selectiva fue establecida como práctica científica por Robert Bakewell durante la revolución agrícola británica del siglo XVIII. Podría decirse que su programa de cría más importante fue el de las ovejas. Utilizando ganado autóctono, fue capaz de seleccionar rápidamente ovejas grandes, pero de huesos finos y lana larga y brillante. La raza Lincoln Longwool fue mejorada por Bakewell y, a su vez, la Lincoln se utilizó para desarrollar la raza posterior, denominada New (o Dishley) Leicester. Carecía de cuernos y tenía un cuerpo cuadrado y carnoso con líneas superiores rectas.
Estas ovejas se exportaron mucho, incluso a Australia y Norteamérica, y han contribuido a numerosas razas modernas, a pesar de que cayeron rápidamente en desgracia al cambiar las preferencias del mercado de la carne y el textil. Las líneas de sangre de estas New Leicester originales sobreviven hoy como Leicester inglesa (o Leicester Longwool), que se cría principalmente para la producción de lana.
Bakewell fue también el primero en criar ganado destinado principalmente a la producción de carne. Anteriormente, el ganado se criaba sobre todo para tirar del arado como bueyes, pero él cruzó novillas de cuernos largos y un toro Westmoreland para crear finalmente el Dishley Longhorn. A medida que más y más granjeros siguieron su ejemplo, los animales de granja aumentaron drásticamente de tamaño y calidad. En 1700, el peso medio de un toro vendido para el matadero era de 168 kg (370 libras). En 1786, ese peso se había más que duplicado hasta alcanzar las 381 kg (840 libras). Sin embargo, tras su muerte, el Dishley Longhorn fue sustituido por versiones de cuerno corto.
También crio el caballo Improved Black Cart, que más tarde se convertiría en el caballo Shire.

Charles Darwin utilizó el término "selección artificial" dos veces en la primera edición de 1859 de su obra Sobre el origen de las especies, en el capítulo IV: Selección natural, y en el capítulo VI: Dificultades de la teoría:
Por muy lento que sea el proceso de selección, si el débil hombre puede hacer mucho con sus poderes de selección artificial, no veo ningún límite a la cantidad de cambios, a la belleza y a la infinita complejidad de las coadaptaciones entre todos los seres orgánicos, unos con otros y con sus condiciones físicas de vida, que pueden efectuarse en el largo curso del tiempo por el poder de selección de la naturaleza.
    - Charles Darwin, Sobre el origen de las especies
Somos profundamente ignorantes de las causas que producen variaciones ligeras y sin importancia; y nos damos cuenta de ello inmediatamente al reflexionar sobre las diferencias en las razas de nuestros animales domésticos en diferentes países, especialmente en los países menos civilizados donde ha habido muy poca selección artificial.
    - Charles Darwin, Sobre el origen de las especies

## Tipos de selección artificial
Dependiendo de los tipos de planificación empleada, se pueden considerar dos tipos de selección artificial: consciente, cuando el plan de selección está determinado claramente de antemano, e inconsciente, cuando dicho plan no está claramente predeterminado, sino que surge por preferencias humanas no formalizadas. 
Aunque sus resultados pueden ser iguales, pueden distinguirse dos tipos de selección artificial según la metodología empleada: cuando se favorece que se reproduzcan los ejemplares con características buscadas (selección positiva) o cuando se impide que se reproduzcan los ejemplares con características indeseables.

## Cría de animales
Los animales con apariencia, comportamiento y otras características homogéneas se conocen como razas particulares o razas puras, y se crían mediante la segregación de animales con rasgos particulares y seleccionando para su posterior cría aquellos con otros rasgos. Los animales de raza pura tienen una única raza reconocible, y las razas puras con linaje registrado se denominan pedigrí. Las razas cruzadas son una mezcla de dos razas puras, mientras que las razas mixtas son una mezcla de varias razas, a menudo desconocidas. La cría de animales comienza con los reproductores, un grupo de animales utilizados con el propósito de una cría planificada. Cuando los individuos quieren criar animales, buscan ciertos rasgos valiosos en el ganado de raza pura para un propósito determinado, o pueden tener la intención de utilizar algún tipo de cruce para producir un nuevo tipo de ganado con habilidades diferentes y, se supone, superiores en un área determinada de esfuerzo. Por ejemplo, para criar pollos, un criador suele tener la intención de recibir huevos, carne y nuevas aves jóvenes para su posterior reproducción. Por lo tanto, el criador tiene que estudiar diferentes razas y tipos de pollos y analizar lo que se puede esperar de un determinado conjunto de características antes de empezar a criarlos. Por lo tanto, al comprar los reproductores iniciales, el criador busca un grupo de aves que se ajuste al máximo a la finalidad prevista.
El objetivo de la cría de razas puras es establecer y mantener rasgos estables, que los animales transmitirán a la siguiente generación. Al "criar lo mejor con lo mejor", empleando un cierto grado de endogamia, un considerable sacrificio y la selección de cualidades "superiores", se puede desarrollar una línea de sangre superior en ciertos aspectos a la base original. Tales animales pueden registrarse en un registro de raza, la organización que mantiene pedigrís y/o libros genealógicos. Sin embargo, la cría de un solo rasgo, es decir, la cría de un solo rasgo por encima de todos los demás, puede ser problemática. En un caso mencionado por la conductista de animales Temple Grandin, los gallos criados para crecer rápido o tener una gran musculatura no sabían realizar los típicos bailes de cortejo de los gallos, lo que les alejaba de las gallinas y les llevaba a matarlas tras aparearse con ellas. Un intento soviético de criar ratas de laboratorio con mayor inteligencia dio lugar a casos de neurosis lo suficientemente graves como para que los animales fueran incapaces de resolver cualquier problema a menos que se utilizaran fármacos como el fenazepam.
El fenómeno observable del vigor híbrido contrasta con la noción de pureza de la raza. Sin embargo, por otro lado, la cría indiscriminada de animales cruzados o híbridos también puede provocar una degradación de la calidad. Los estudios en fisiología evolutiva, genética del comportamiento, y otras áreas de la biología de los organismos también han hecho uso de la cría selectiva deliberada, aunque el mayor tiempo de generación y la mayor dificultad en la cría pueden hacer que estos proyectos sean un reto en vertebrados tales como ratones domésticos.

## Mejora vegetal

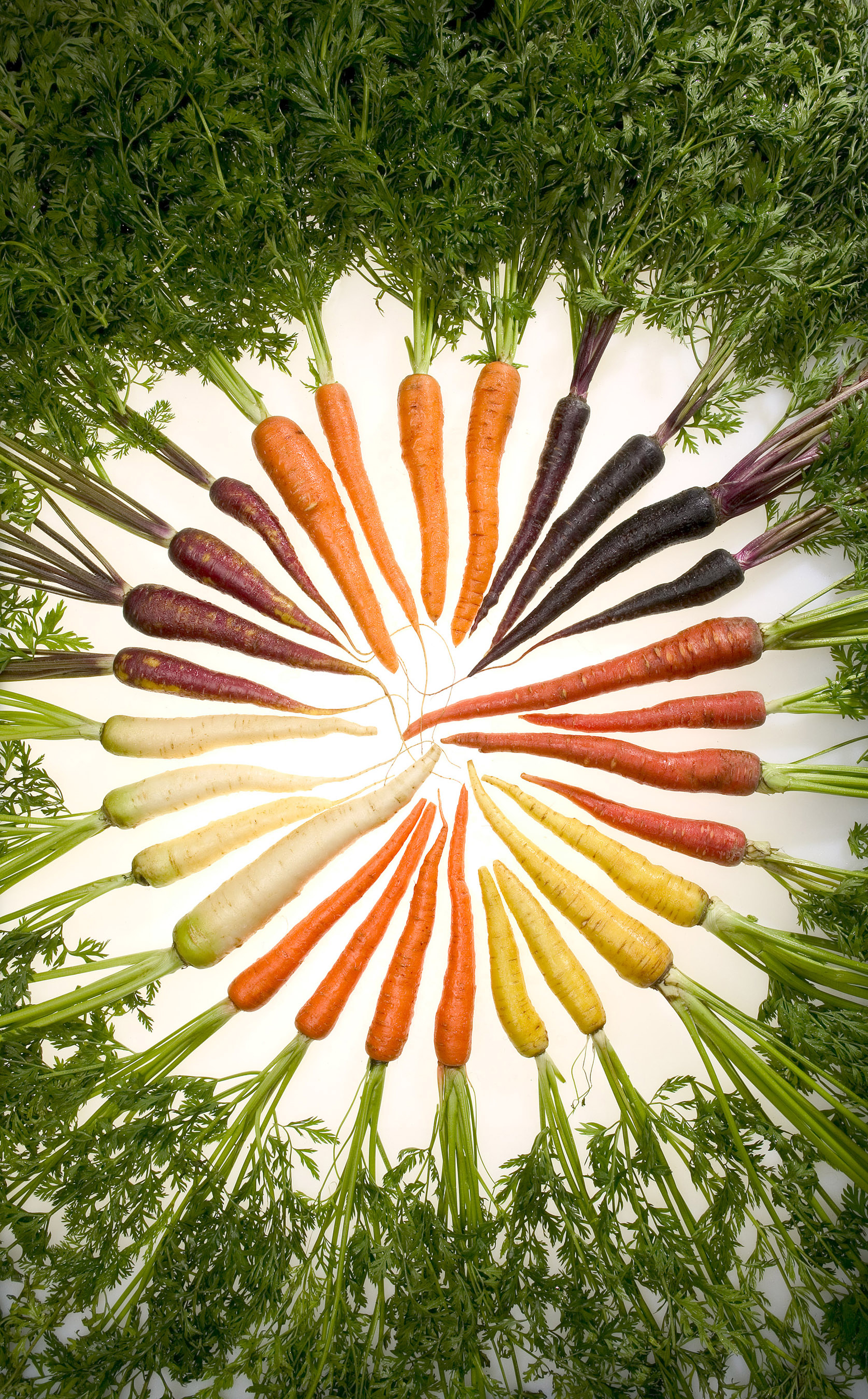
Investigadores del Departamento de Agricultura de EE. UU. han obtenido zanahorias de distintos colores.

El fitomejoramiento se utiliza desde hace miles de años y comenzó con la domesticación de plantas silvestres para convertirlas en cultivos agrícolas uniformes y predecibles. Las variedades de alto rendimiento han sido especialmente importantes en la agricultura.
El fitomejoramiento selectivo también se utiliza en investigación para producir animales transgénicos que se reproducen "de verdad" (es decir, son homocigóticos) para genes insertados o eliminados artificialmente.

## Cría selectiva en acuicultura
La cría selectiva en acuicultura tiene un gran potencial para la mejora genética de peces y crustáceos. A diferencia de la ganadería terrestre, los beneficios potenciales de la cría selectiva en acuicultura no se han materializado hasta hace poco. Esto se debe a que la elevada mortalidad llevó a la selección de sólo unos pocos reproductores, causando depresión por endogamia, lo que obligó a utilizar reproductores salvajes. Esto se puso de manifiesto en los programas de cría selectiva en función de la tasa de crecimiento, que dieron como resultado un crecimiento lento y una elevada mortalidad.
El control del ciclo de reproducción fue una de las principales razones, ya que es un requisito para los programas de cría selectiva. La reproducción artificial no se consiguió debido a las dificultades para incubar o alimentar a algunas especies de piscifactoría, como la anguila y el rabo amarillo. Se sospecha que una de las razones asociadas a la tardía consecución del éxito en los programas de cría selectiva en acuicultura fue la educación de las personas implicadas: investigadores, personal asesor y acuicultores. La formación de los biólogos de peces prestaba menos atención a la genética cuantitativa y a los planes de cría.
Una razón sospechosa asociada con la tardía realización del éxito de los programas de cría selectiva en la acuicultura fue la educación de las personas interesadas: investigadores, personal asesor y piscicultores. La educación de los biólogos de peces prestó menos atención a la genética cuantitativa y los planes de reproducción.
Otra fue el fracaso de la documentación de las ganancias genéticas en generaciones sucesivas. Esto, a su vez, condujo al fracaso en la cuantificación de los beneficios económicos que producen los programas de cría selectiva de éxito. La documentación de los cambios genéticos se consideraba importante porque ayudaba a afinar futuros planes de selección.

## Ventajas y desventajas
La cría selectiva es una forma directa de determinar si un rasgo específico puede evolucionar en respuesta a la selección. Un método de cría de una sola generación no es tan preciso ni directo. El proceso también es más práctico y fácil de entender que el análisis de hermanos. La cría selectiva es mejor para rasgos como la fisiología y el comportamiento, que son difíciles de medir, porque requiere menos individuos para probar que las pruebas de una sola generación.
Sin embargo, este proceso tiene desventajas. Dado que un único experimento realizado en la cría selectiva no puede utilizarse para evaluar todo un grupo de variantes genéticas, deben realizarse experimentos individuales para cada rasgo individual. Además, debido a la necesidad de que los experimentos de cría selectiva requieran el mantenimiento de los organismos probados en un laboratorio o invernadero, es poco práctico utilizar este método de cría en muchos organismos. Las instancias de apareamiento controlado son difíciles de llevar a cabo en este caso y este es un componente necesario de la cría selectiva.